# Atriplex suberecta
Atriplex suberecta  es una especie de planta perenne perteneciente a la familia de las amarantáceas.  Es originaria de Australia.

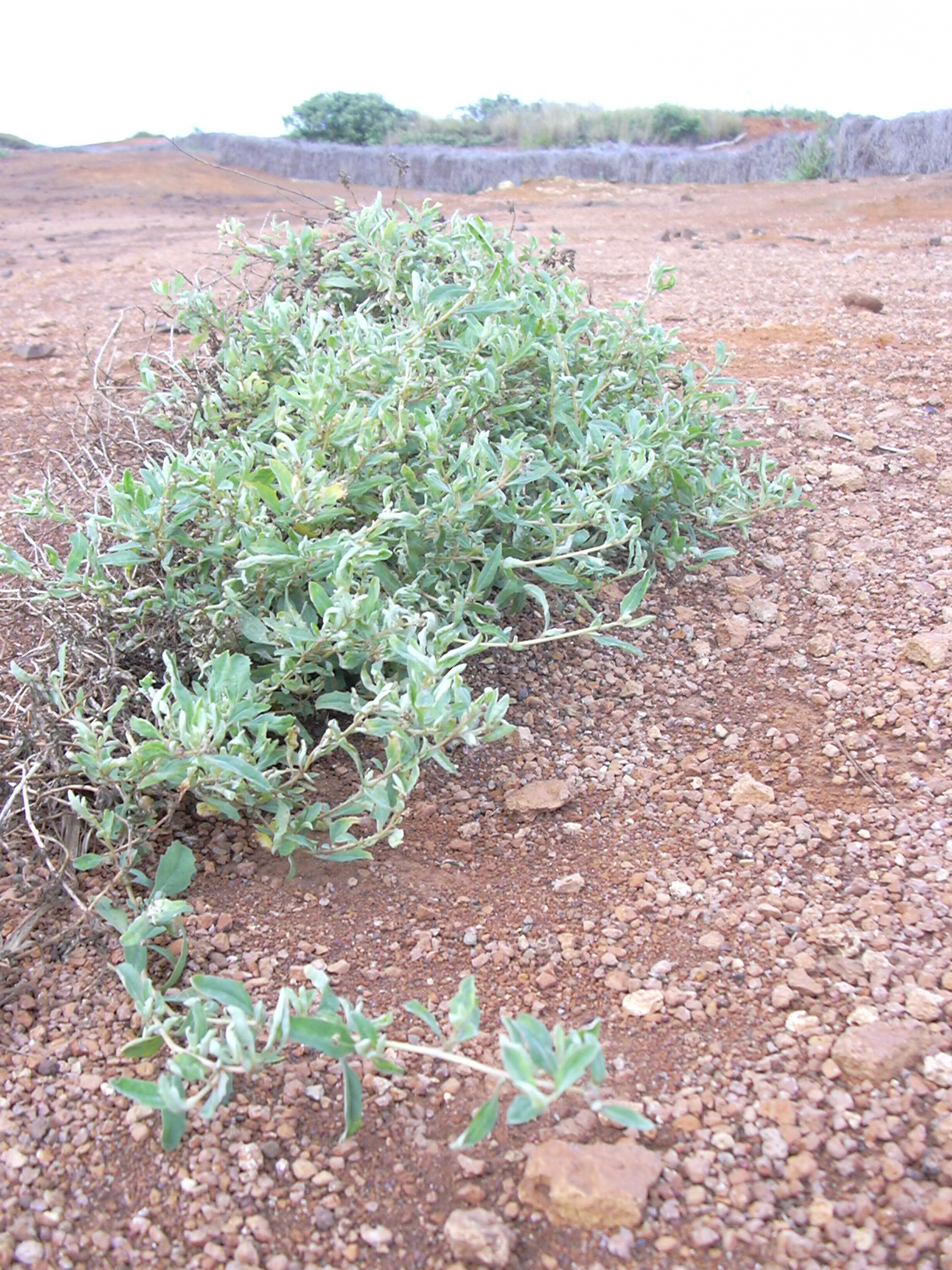
En su hábitat

## Descripción
Es una planta anual o perenne, que alcanza un tamaño de hasta 1 m de altura, farinoso-papilosa toda ella y de un color verdoso-ceniciento. Hojas de 5-11 × 4-10 mm, de ovadas a rómbico-elípticas u oblongas, cuneadas en la base, dentadas en los márgenes, sin lóbulos basales aparentes. Flores 2-3 mm, agrupadas en glomérulos axilares dispersos por toda la planta. Bractéolas fructíferas rómbicas o anchamente ovadas, soldadas en su mitad inferior y con un callo endurecido en su base, que es cuneada; margen dentado, ápice agudo y dorso, en general, marcadamente reticulado-nervoso. Semilla 1,2-1,5 × 1,2 mm, globoso-comprimida; las negras ligeramente mayores y más ovoides que las pardas, que son más comprimidas; radículas verticales. Tiene un número de cromosomas de n = 9*.

## Distribución y hábitat
Se encuentra en huertas y escombreras sobre suelos salinos o subsalinos. Originaria de Australia y Sur de África, subespontánea en Europa. Naturalizada recientemente en el Levante español. 

## Taxonomía
Atriplex suberecta fue descrita por  Inez Clare Verdoorn y publicado en Bothalia 6(2): 418–421, f. 2, 3(2). 1954.
Etimología
Atriplex: nombre genérico latino con el que se conoce a la planta.
suberecta: epíteto latino  que significa "casi erecta.
Sinonimia
- Atriplex muelleri Benth.[5][6]